# يان روبرتس (رسام)
يان روبرتس (بالإنجليزية: Ian Roberts)‏ هو رسام أسترالي، ولد في 1952.

## وصلات خارجية
- الموقع الرسمي